# ACS Viitorul Târgu Jiu
ACS Viitorul Târgu Jiu was een Roemeense voetbalclub uit de stad Târgu Jiu. 

## Geschiedenis
De club werd opgericht in 1998 als AS Șirineasa. In 2016 werd de club groepswinnaar in de Liga IV en kon via de eindronde promotie afdwingen naar de Liga III. De club kon het behoud niet verzekeren en degradeerde terug, maar doordat een aantal clubs geen licentie kreeg mochten ze alsnog blijven. De club werd in de zomer van 2017 overgenomen en de club zou verhuizen naar naar Târgu Jiu om in het nieuwe stadion aldaar te spelen. De naam van de club werd gewijzigd in ACS Energeticianul kort voor de seizoensstart. Doordat de bouw van het stadion vertraging opliep had de club geen thuishaven. Het team verhuisde dan naar Petroșani en speelde daar in het stadion van vergane glorie Jiul Petroșani. De club speelde in de zwart-witte clubkleuren van Kul en werd kampioen waardoor ze voor het eerst promoveerden naar de Liga 2. Na het seizoen gaf de stad Petroșani geen toestemming om in het stadion te blijven waardoor de club alsnog naar Târgu Jiu zou verhuizen, maar er werd uiteindelijk toch overeengekomen om in 2018/19 in het stadion Petroșani te spelen omdat ze hier ook al geld aan hadden uitgegeven. De club eindigde in 2019 op een degradatieplaats, maar door de terugtrekking van CS Luceafărul Oradea bleven ze toch in de tweede klasse. Een groot deel van de spelers van Oradea verhuisde nu naar Energeticianul, dat op zijn beurt nu de intrek nam in het nieuwe stadion te Târgu Jiu en de club nam ook de nieuwe naam Viitorul Pandurii Târgu Jiu aan en wijzigde de clubkleuren van zwart-wit naar blauw-wit. De club speelde zo in dezelfde reeks als Pandurii Târgu Jiu, dat in 2017 uit de hoogste klasse gezakt was. In 2021 zakte deze club zelfs verder naar de derde klasse. Viitorul eindigde de volgende seizoenen telkens in de middenmoot. Tijdens seizoen 2024/25 ging de club failliet in oktober na negen speeldagen. De resultaten werden geschrapt. 